# Charles Bartlett Johnson
Charles Bartlett Johnson (* 6. Januar 1933 in Montclair, New Jersey) ist ein US-amerikanischer Unternehmer.

## Leben
Johnson studierte an der Yale University; zuvor diente er als Armeeleutnant. Gemeinsam mit seinem Bruder Rupert Johnson, Jr. leitet er das Unternehmen Franklin Resources, das sein Vater 1947 gegründet hat. Die MLB-Baseballmannschaft San Francisco Giants gehört ihm. Nach Angaben des Forbes Magazine gehört Johnson zu den reichsten US-Amerikanern und ist in The World’s Billionaires gelistet. Johnson lebt in Hillsborough, Kalifornien. Er ist verheiratet und hat sieben Kinder.